# Framework de aplicação
Em programação de computadores, um framework de aplicação consiste de um framework de software usado por desenvolvedores de software para implementar a estrutura padrão de uma aplicação.
Frameworks de aplicação tornaram-se populares com o surgimento das interfaces gráficas de usuário (IGUs), uma vez que estas tendem a promover uma estrutura padrão para aplicações. Programadores acham muito mais simples criar ferramentas de criação de IGU automáticas quando usam um framework padrão, uma vez que este define a estrutura de código subjacente da aplicação com antecedência. Os desenvolvedores usam técnicas de programação orientada a objetos para implementar frameworks de tal forma que as partes únicas de uma aplicação pode simplesmente herdar de classes preexistentes em um framework.

## Exemplos
A Apple Computer desenvolveu um dos primeiros frameworks de aplicação comercial, o MacApp (lançado em 1985), para o Macintosh. Originalmente escrito em uma versão estendida (orientada a objetos) de Pascal, que mais tarde apareceu reescrito em C++. Outros frameworks populares para o Mac incluem PowerPlant da Metrowerks e MacZoop (todos baseados no Carbon). O Cocoa para o Mac OS X oferece uma abordagem diferente para uma estrutura de aplicação, baseado no framework OPENSTEP desenvolvido na NeXT.
Frameworks de software livre existem como parte da Mozilla, OpenOffice.org, GNOME, KDE, NetBeans e nos projetos Eclipse.
A Microsoft comercializa um framework para desenvolvimento de aplicações Windows em C++ chamado de Microsoft Foundation Class Library.
Uma série de frameworks podem construir aplicações multiplataforma para Linux, Macintosh e Windows a partir do mesmo código fonte, como o Qt, o kits de ferramentas de widget wxWidgets, FOX Toolkit ou Eclipse RCP.
O Oracle Application Development Framework (Oracle ADF) auxilia na produção de sistemas orientados a Java.
O Silicon Laboratories está oferecendo um framework de aplicação integrado para o desenvolvimento de aplicações sem fio em seu portfólio de chips sem fio.